# Olesko
Olesko (ucraniano: Оле́сько) es un asentamiento de tipo urbano de Ucrania, constituido administrativamente como una pedanía de la ciudad de Busk, en el raión de Zólochiv de la óblast de Leópolis.
En 2017, la localidad tenía 1465 habitantes.
Se conoce la existencia de la localidad desde 1327. Su castillo aparece en documentos desde finales del siglo XIV. La localidad es el lugar de nacimiento del rey Juan III Sobieski. Hasta la reforma territorial de 2020, era sede de un ayuntamiento en el raión de Busk, que incluía como pedanías los pueblos de Voluiky, Terebezhi y Tsýkiv.
Se ubica unos 20 km al este de la capital municipal Busk, sobre la carretera E40 que lleva a Rivne